# Niedorp
Niedorp é um antigo município dos Países Baixos localizado na província da Holanda do Norte. Sua sede fica localizada na cidade de Nieuwe-Niedorp.